# Agenția Internațională pentru Energie
Agenția Internațională pentru Energie (IEA) este o organizație interguvernamentală autonomă cu sediul la Paris, înființată în 1974, care oferă recomandări de politici, analize și date privind sectorul energetic global. Cele 31 de țări membre și 13 țări asociate ale IEA reprezintă 75 % din cererea globală de energie.
IEA a fost înființată în cadrul Organizației pentru Cooperare și Dezvoltare Economică (OCDE) în urma crizei petrolului din 1973 pentru a răspunde la întreruperile fizice ale aprovizionării globale cu petrol, pentru a furniza date și statistici despre piața petrolului și a sectorului tehnic și a economisirii energiei, pentru a promova cooperarea și economisirea energiei la nivel internațional. De la înființarea sa, IEA a coordonat și utilizarea rezervelor de petrol pe care membrii săi trebuie să le dețină.
În deceniile următoare rolul IEA s-a extins pentru a acoperi întregul sistem energetic global, cuprinzând combustibilii tradiționali, cum ar fi gazele naturale și cărbunele, precum și surse de energie și tehnologii mai curate și cu creștere rapidă, inclusiv sursele regenerabile de energie; energie solară fotovoltaică, energie eoliană, biocombustibili, energie nucleară și cea bazată pe hidrogen, precum și materiile prime minerale critice necesare pentru aceste tehnologii.